# Municipio de Vermillion (Minnesota)
El municipio de Vermillion (en inglés: Vermillion Township) es un municipio ubicado en el condado de Dakota en el estado estadounidense de Minnesota. En el año 2010 tenía una población de 1192 habitantes y una densidad poblacional de 13,45 personas por km².

## Geografía
El municipio de Vermillion se encuentra ubicado en las coordenadas 44°39′14″N 93°0′20″O / 44.65389, -93.00556. Según la Oficina del Censo de los Estados Unidos, el municipio tiene una superficie total de 88.62 km², de la cual 88,31 km² corresponden a tierra firme y (0,35 %) 0,31 km² es agua.

## Demografía
Según el censo de 2010, había 1192 personas residiendo en el municipio de Vermillion. La densidad de población era de 13,45 hab./km². De los 1192 habitantes, el municipio de Vermillion estaba compuesto por el 96,14 % blancos, el 0,08 % eran amerindios, el 1,93 % eran asiáticos, el 0,08 % eran isleños del Pacífico, el 1,17 % eran de otras razas y el 0,59 % eran de una mezcla de razas. Del total de la población el 1,93 % eran hispanos o latinos de cualquier raza.